# Піскорчин
Піскорчин (пол. Piskorczyn) — село в Польщі, у гміні Бжузе Рипінського повіту Куявсько-Поморського воєводства.
Населення — 130 осіб (2011).

## Демографія
Демографічна структура станом на 31 березня 2011 року:
|          | Загалом | Допрацездатний вік | Працездатний вік | Постпрацездатний вік |
| -------- | ------- | ------------------ | ---------------- | -------------------- |
| Чоловіки | 65      | 11                 | 48               | 6                    |
| Жінки    | 65      | 11                 | 38               | 16                   |
| Разом    | 130     | 22                 | 86               | 22                   |